# Vigilante (album)
Vigilante è il sesto album del gruppo AOR/hard rock britannico Magnum. Il disco è uscito nel 1986 per l'etichetta discografica Polydor.

## Tracce
1. Lonely Night – 3:48
2. Need a Lot of Love – 4:48
3. Sometime Love – 4:20
4. Midnight (You Won't Be Sleeping) – 4:01
5. Red on the Highway – 4:14
6. Holy Rider – 5:17
7. When the World Comes Down – 5:20
8. Vigilante – 6:40
9. Back Street Kid – 5:01

## Formazione
- Bob Catley - voce
- Tony Clarkin - chitarra
- Mark Stanway - tastiere
- Wally Lowe - basso
- Mickey Barker - batteria